# Liste des conseillers régionaux d'Eure-et-Loir

## Mandature 2004-2010
L'Eure-et-Loir compte 12 conseillers régionaux sur les 77 élus qui composent l'assemblée du conseil régional du Centre-Val de Loire issus des élections des 21 et 28 mars 2004.
| Nom | Nom              | Parti | Positionnement       | Autres mandats |
| --- | ---------------- | ----- | -------------------- | --- |
|     | Gérard Breteaux  | Verts | Majorité régionale   | |
|     | Jacques Dautreme | FN    | Opposition           | |
|     | Annie Dubourg    | PS    | Majorité régionale   | |
|     | Bernard Farion   | PS    | Majorité régionale   | |
|     | Daniel Guéret    | UMP   | Opposition régionale | 6e adjoint au maire de Chartres, vice-président de Chartres métropole. |
|     | Birgitta Hessel  | PS    | Majorité régionale   | |
|     | Philippe Loiseau | FN    | Opposition           | |
|     | Josette Philippe | UMP   | Opposition régionale | |
|     | Gisèle Querité   | PCF   | Majorité régionale   | |
|     | Laurent Rabaté   | PS    | Majorité régionale   | |
|     | Patrick Riehl    | PRG   | Majorité régionale   | |
|     | Philippe Vigier  | NC    | Opposition régionale | Député de la 4e circonscription d'Eure-et-Loir, président du syndicat du Pays Dunois, président de la communauté de communes des Trois-Rivières, maire de Cloyes-sur-le-Loir. |

## Mandature 2010-2015
L'Eure-et-Loir compte 12 conseillers régionaux sur les 77 élus qui composent l'assemblée du conseil régional du Centre-Val de Loire issus des élections des 14 et 21 mars 2010.
Les 12 conseillers régionaux sont répartis en quatre élus PS-PRG ou apparentés, quatre élus UMP-NC ou apparentés, deux élus EÉLV ou apparentés, un élu PCF-PG ou apparentés et un élu FN.
| Nom | Nom                                                   | Groupe | Positionnement       | Autres mandats |
| --- | ----------------------------------------------------- | ------ | -------------------- | --- |
|     | Jean-Jacques Châtel                                   | PS     | Majorité régionale   | Maire de Mainvilliers, conseiller général du canton de Mainvilliers 1992-2004.                                                                                                |
|     | Laure de la Raudière                                  | UMP    | Opposition régionale | Maire de Saint-Denis-des-Puits, députée de la 3e circonscription d'Eure-et-Loir, vice-présidente de la communauté de communes du Pays Courvillois.                            |
|     | Annie Dubourg (décès) Remplacée par Valentino Gambuto | PS     | Majorité régionale   | |
|     | Daniel Guéret                                         | UMP    | Opposition régionale | 6e adjoint au maire de Chartres, Vice-président de Chartres métropole. |
|     | Karim Laanaya                                         | EÉLV   | Majorité régionale   | |
|     | Philippe Loiseau                                      | FN     | Opposition           | |
|     | Marie-Madeleine Mialot-Muller                         | PS     | Majorité régionale   | |
|     | Josette Philippe                                      | UMP    | Opposition régionale | |
|     | Gisèle Querité                                        | PCF    | Majorité régionale   | |
|     | Sandra Renda                                          | EÉLV   | Majorité régionale   | |
|     | Patrick Riehl                                         | PS     | Majorité régionale   | |
|     | Philippe Vigier                                       | UMP    | Opposition régionale | Député de la 4e circonscription d'Eure-et-Loir, président du syndicat du Pays Dunois, président de la communauté de communes des Trois-Rivières, maire de Cloyes-sur-le-Loir. |

## Mandature 2015-2021
Pour un article plus général, voir Élections régionales de 2015 en Centre-Val de Loire.
| Nom | Nom                                                          | Parti       | Groupe                              | Autres mandats |
| --- | ------------------------------------------------------------ | ----------- | ----------------------------------- | --- |
|     | Philippe Loiseau (tête de liste)                             | FN          | Front national                      | Député européen |
|     | Sylvie Ruel                                                  | FN          | Front national                      | |
|     | Alexandre Cuignache                                          | FN          | Front national                      | |
|     | Philippe Vigier (tête de liste) Remplacé par Xavier Nicolas, | UDI ---- LR | Union de la droite et du centre     | Député de la 4e circonscription d'Eure-et-Loir, maire de Cloyes-sur-le-Loir, président de la communauté de communes des Trois Rivières Xavier Nicolas, maire de Senonches, président de la communauté de communes du Perche senonchois |
|     | Christine Goimbault                                          | LR          | Union de la droite et du centre     | |
|     | Gérard Cornu                                                 | LR          | Union de la droite et du centre     | Sénateur |
|     | Josette Philippe                                             | LR          | Union de la droite et du centre     | |
|     | Harold Huwart (tête de liste)                                | PRG         | Socialistes, radicaux et démocrates | |
|     | Estelle Cochard                                              | EÉLV        | Écologistes                         | |
|     | Fabien Verdier                                               | PS          | Socialistes, radicaux et démocrates | |
|     | Michèle Bonthoux                                             | PS          | Socialistes, radicaux et démocrates | |
|     | Valentino Gambuto                                            | PS          | Socialistes, radicaux et démocrates | |

## Mandature 2021-2028
| Nom | Nom                    | Parti | Groupe                                            | Positionnement | Autres mandats                                        |
| --- | ---------------------- | ----- | ------------------------------------------------- | -------------- | ----------------------------------------------------- |
|     | Michèle Bonthoux       | PS    | Socialistes, radicaux et démocrates               | Majorité       | Maire de Mainvilliers                                 |
|     | Sylviane Boens         | PS    | Socialistes, radicaux et démocrates               | Majorité       | Adjointe au maire d'Auneau                            |
|     | Harold Huwart          | MR    | Socialistes, radicaux et démocrates               | Majorité       | Maire et conseiller communautaire de Nogent-le-Rotrou |
|     | Lionel Geollot         | PCF   | Communiste et républicain                         | Majorité       |                                                       |
|     | Estelle Cochard        | EÉLV  | Écologie et solidarité                            | Majorité       | Adjointe au maire de Mainvilliers                     |
|     | Jean-François Bridet   | ÉCO   | Écologie et solidarité                            | Majorité       | Conseiller municipal à Chartres                       |
|     | Anna Stepanoff         | LREM  | Centre, démocrate, républicain et citoyen         | Opposition     |                                                       |
|     | Philippe Vigier        | LC    | Centre, démocrate, républicain et citoyen         | Opposition     | Député de la 4e circonscription d'Eure-et-Loir        |
|     | Pierre-Frédéric Billet | LR    | Union de la droite, du centre et des indépendants | Opposition     | Maire de Dreux                                        |
|     | Elizabeth Meyblum      | UDR   | Non inscrits                                      | Opposition     |                                                       |
|     | Aleksandar Nikolic     | RN    | Rassemblement national et alliés                  | Opposition     | Conseiller municipal de Saint-Rémy-sur-Avre           |
|     | Virginia de Oliveira   | RN    | Rassemblement national et alliés                  | Opposition     |                                                       |